# Целакантовые
Целакантовые (лат. Coelacanthidae) — семейство вымерших лопастепёрых рыб из отряда целакантообразных. Известны с пермского периода. Семейство имело всесветное распространение. Окаменелости встречаются как в морских, так и в пресноводных отложениях. Пережили пермско-триасовое вымирание, вымерли в верхнем юрском периоде, около 145 млн лет назад.
Современный род латимерия часто ошибочно относят к этому семейству, но на самом деле, это род более прогрессивного семейства Latimeriidae, возникшего в триасовом периоде.

## Классификация
Систематика семейства, как и всего класса, не отличается стабильностью. В 2015 году часть родов, обычно относимых к целакантовым, перенесли в семейство Whiteiidae.
По данным сайта Paleobiology Database, на январь 2019 года в семейство включают 12 вымерших родов:
- Alcoveria Beltan, 1972
- Axelrodichthys Maisey, 1986
- Chaohuichthys Tong et al., 2006
- Chinlea Schaeffer, 1967
- Coelacanthus Agassiz, 1843
- Graphiurichthys White & Moy-Thomas, 1937
- Macropoma Agassiz, 1843
- Mawsonia Mawson & Woodward, 1907
- Megalocoelacanthus Schwimmer et al., 1994
- Moenkopia Schaeffer & Gregory, 1961
- Mylacanthus Stensiö, 1921
- Quayia Hunt, 1997